# أم اللآلئ
أم اللآلئ (بالإنجليزية: Mother-of-pearl-plant)‏ هو الاسم الشائع لنبات (Graptopetalum paraguayense) وهو أحد أنوع النباتات العصارية من فصيلة النباتات المخلدية، كرسول بيضوي. موطِنُها الأصلي في ولاية تاماوليباس في المكسيك. ويُسمى أيضاً النبات الشبح. ويُعتبر من نباتات زينة.

## البيئة والتكيف
يعيش وينمو هذا النبات على الصخور الصلبة في شمال المكسيك، وتمتاز أوراقه بسُمكِها، كما أنها مليئة بالعصارة داخِلها. والذي يسمح للنبات بتخزين كمية كبيرة من السوائل؛ وذلك تكيفاً مع وجوده على الصخور التي لا تسمح بتخزين السوائل داخلها كالتربة. لذلك يستطيع النبات الصمود بالمناطق الجافة.